# Monrovia (Indiana)
Monrovia est une municipalité située dans le comté de Morgan, dans l’État de l'Indiana, aux États-Unis. Lors du recensement de 2020, elle comptait 1 643 habitants.